# Siliștea (Brăila)
Siliştea è un comune della Romania di 1,864 abitanti, ubicato nel distretto di Brăila, nella regione storica della Muntenia.
Il comune è formato dall'unione di 6 villaggi: Cotu Lung, Cotu Mihalea, Mărtăcești, Muchea, Siliștea, Vameșu.